# Malicia (banda)
Malicia es una banda de thrash metal formada en Argentina en 1996 por Maximiliano Escobar.

## Historia

### Comienzos (1996-1999)
En 1996, Maximiliano Escobar (cantante y guitarrista) disuelve la banda que tenía y comienza, junto al bajista de entonces, a buscar un baterista para formar una nueva banda de heavy metal. Mediante avisos conoce al baterista Favio Guzmán y comienzan a ensayar en “Arlequines”, un conocido reducto de jóvenes músicos. Maximiliano y Favio logran un set de temas interesantes y ya pueden tocar en vivo, pero la nueva banda todavía no tiene nombre. De una conversación telefónica Maxi propone el nombre Malicia, «en alusión clara al mayoritario manejo del mundo de hoy». La nueva banda queda bautizada como Malicia y realiza varias presentaciones en diferentes locales del under.
En 1996, se alejan el bajista y el guitarrista. La banda traslada su lugar de ensayo a la casa de Favio, donde también se hacen las audiciones de prueba de bajistas y guitarristas. Muchos interesados quedan descartados por la exigencia de la banda, cuyos integrantes tenían muy claro cuál era su proyecto musical.
A través de un aviso clasificado, en 1997 llega como guitarrista Diego Amoedo y de inmediato se produce buena química con Maximiliano y Favio. Diego se integra y, ahora los tres, ensayan y prosiguen la búsqueda de un bajista. En tanto, el repertorio se agranda.
Con la colaboración de gente amiga, la banda arma durante 1998 su propio estudio de grabación en la casa de Favio Guzmán. Con Ariel Farías como bajista invitado comienzan la producción y realización integral de su primer CD, que terminan en marzo de 1999. A pesar de que su primer trabajo tuvo muy buena repercusión, no les fue posible presentarlo y lanzarlo ese año, pues Ariel no pertenecía a la formación de la banda.
Recién en 1999 se concreta la consolidación buscada, cuando se incorpora al grupo Pablo Maldonado, un bajista que se adecua perfectamente a las pretensiones y al estilo del conjunto.

### MaliciayMundo Mitómano(2000-2003)
En el 2000 presentan Malicia, su primer álbum, y actúan en vivo en distintos lugares de Capital Federal y el Gran Buenos Aires. A medida que tocaban, no dejaban de componer temas para lanzar su nuevo material. Tenían un set de 11 temas para ser grabados y sacar su segundo disco utilizando los mismos medios de grabación pero con mejor tecnología ya afianzados y aprendiendo de los errores de grabación del primer disco.
El 20 de diciembre de 2000 comenzaron a grabar lo que sería Mundo Mitómano. El disco fue lanzado en mayo de 2001 y distribuido por distintas editoras sin firmar nada que sea comprometedor para la banda y dando apoyo al primer disco, lo cual no tuvo mucha publicidad. El material fue presentado el 30 de junio de 2001 en Showcenter de Haedo. El mes siguiente viajaron a la Provincia de Jujuy como banda principal y fue su primera salida al interior del país.
Mientras seguían presentando Mundo mitómano, hacían contacto con gente del exterior del país como Alemania, Estados Unidos, Francia, México, Venezuela, Chile, Bolivia, y Perú donde fue editado Mundo Mitómano. A fin de año fueron invitados por gente de una radio de la Provincia de Misiones llamada Rutas Argentinas para cerrar el recital con bandas locales y festejar el buen año que tuvieron.
A principio de 2002 las cosas fueron cambiando ya que Maximiliano, Diego, y Pablo no notaban que el baterista Favio tenga las mismas ganas de antes para seguir, y eso se hacía evidente en los ensayos. Se armaron dos reuniones para saber que le pasaba y levantar sus ganas de tocar, pero los ensayos se tornaban más densos y desganados. En febrero se acercaba una fecha muy importante, La Cumbre del Metal. Dos días antes, Favio se esguinza el pie y no puede tocar, los demás integrantes del grupo cansados por las trabas que generaba el baterista, el mismo día del recital le comunicaron que no iba a formar más parte del conjunto debido a las actitudes que tuvo antes y después del accidente. Inmediatamente comenzaron con las audiciones de bateristas.
En julio de 2002 se les presenta la oportunidad de realizar una gira por el país de Bolivia. Aun sin baterista, buscaron uno temporal para salir de gira. Convocaron a un baterista llamado Pedro Da Rosa, que ya formaba parte de una banda, y le propusieron la idea. Comenzaron a ensayar y Pedro saca los temas rápidamente sabiendo que en un mes tenía que saber un set de 12 temas. La gira se pospone por motivos económicos de los organizadores y los integrantes de la banda le proponen a Pedro ser el nuevo baterista cumpliendo con lo que ellos querían, muy conformes en la parte instrumental como en la ideológica.
Comenzaron las presentaciones con la nueva alineación. El debut de Pedro fue en la Provincia de Jujuy con una respuesta excelente del público y muy conformes por su desempeño en vivo. Mientras hacían muchas presentaciones en vivo por las provincias de Chaco, Santa Fe, Río Negro y Jujuy, la banda ensayaba lo que iba a ser su tercer disco.
El 8 de septiembre de 2003 comienzan a grabar Agresivo, ya muy consolidados hablan con distintas compañías del under para ver si podía ser editado. Ninguna les ofreció lo que ellos querían y se mantuvieron en el mismo camino: sacarlo nuevamente independiente, pero con la distribución del sello HurlingMetal y con la producción ejecutiva de Alfredo “Pocho Metálica”.
Javier “Theylor” Guzmán es un viejo amigo de la banda que siempre los acompañó en todo momento y en todas las giras. Siempre tenían la idea de que él se encargue de producir la banda y que reciba un rol más importante. La banda iba a tener su tercer disco pero nunca tuvo a alguien de la confianza suficiente para darle el destino de mánager. Tuvieron muchas experiencias que sirvieron para cerrarse y no darle lugar a nadie que no sea de suma confianza. Antes de que salga Agresivo le propusieron ser el mánager, por la amistad y la confianza que había entre ellos, a él le gustó mucho la idea y aceptó. La banda ahora tiene otro empuje ya que Theylor se encarga de hablar con los organizadores, con las compañías distribuidoras y todo lo que sea la parte comercial y contactos.

### Agresivo(2004-2005)
El 8 de marzo de 2004 se lanza Agresivo, disco muy especial para los integrantes ya que era todo un desafío poder salir con nuevo baterista y olvidar el pasado.
En junio, Theylor propone comprar un micro que los lleve de gira, ya que él estaba preparando una extensa recorrida de la banda por el Norte Argentino, y sin un micro propio resultaría poco menos que imposible.
Maximiliano reunió a todos los integrantes de la banda y les propuso la idea del micro. Todos estuvieron de acuerdo, menos Diego que dijo tener trabas en el trabajo. Maximiliano le aclaró que tenía que elegir sus prioridades. Diego aceptó, pero no del todo convencido. El ambiente entre ellos quedó algo tenso.
Dos días después Diego llama a Maximiliano para comunicarle que no quería seguir más en la banda. Sin embargo, Diego aceptó que debía integrar la banda para cumplir con sus compromisos previos. Después del anuncio de Diego, la banda se reúne junto con Theylor y se les comunica la decisión de Diego de abandonar el conjunto que venía integrando desde hacía 8 años. La gira del Norte ya estaba organizada y se habían comprometido a ir, con o sin micro propio, como en anteriores muy buenas experiencias por el interior. Por su parte, Diego dio su palabra de que iría a ensayar y de que se plegaría a la gira, para después irse de la banda.
Pero un día después de ese compromiso, Diego retira todos sus equipos y se va sin dar explicaciones. Como es lógico, queda muy mal con sus compañeros y amigos de la banda. Todos asimilaron el golpe, que parecía artero justo en el momento de iniciar una gira, y siguieron adelante. Luego de unos años se recompuso la relación con Diego, olvidando todo lo que quedó atrás y haciendo valer lo bueno que habían vivido juntos en su paso importante por la banda y la trayectoria de los primeros tres discos grabados.
El 20 de agosto de 2004 inicia el "Nordtour Agresivo" con su nueva adquisición: entre los cuatro compraron un micro que bautizaron «El Libertador». Salían a tocar como trío para cumplir en fecha con todos los compromisos asumidos, y porque les resultaba imposible integrar a otro guitarrista en tan corto tiempo. Recorrieron San Salvador, La Quiaca, Tilcara, Salta, Tucumán y Santiago del Estero.
Luego de muchas fechas como trío, con lo cual hicieron el "Agresivo tour 2005" junto con Horcas por las ciudades de Mendoza, Córdoba, Santa Fe, Corrientes y Río Negro, Maximiliano tomó la decisión de buscar guitarrista.
En agosto de 2005, después de una fecha que tuvieron en Gral. Roca, Pedro decidió apartarse de la banda.
Por intermedio de un llamado telefónico aparece Santiago Kodela, un guitarrista que tenía la virtud de aprenderse los temas en muy poco tiempo, y en realidad fue el soporte que necesitaban para que la banda no se separe. Santiago sacaba temas y le insistió a Maximiliano que podía equiparse y conseguir el baterista. Se juntaban una vez por semana y a medida que pasaba el tiempo Santiago avanzaba consiguiendo la confianza que Maximiliano y Pablo necesitaban. Después de probar varios bateristas que no los convencieron llegó Alejandro Ulrich. Probaron tres temas y la química apareció de inmediato. Después de varios ensayos para probar bien el potencial de la banda hicieron una reunión y le propusieron a Alejandro que formara parte de la banda. Comenzaba una nueva etapa para la banda, después de un año sin tocar en vivo hicieron una fecha para confirmar su consolidación y resultó.

### RaícesyConciencia(2007-2008)
En enero de 2007 comenzaron a grabar Raíces, su cuarto disco de estudio. Este disco contiene 9 covers (Riff, Pappo's blues, V8, El Reloj, Cuchilla Grande, Patricio Rey y sus Redonditos de Ricota, Los Violadores, Hermética y León Gieco) y El trastorno de la envidia, un tema propio para cerrar el disco y para ir mostrando lo que será el quinto disco de estudio.
Luego de varias presentaciones en Capital Federal y de telonear a Almafuerte en dos oportunidades presentando Raíces, la banda ve la necesidad de empezar a pre-producir el quinto álbum de estudio antes de lo previsto. Se tomaron tres meses de puro trabajo y composición para arreglar bien los 11 temas que incluirían su nuevo álbum.
El 6 de enero empezaron a grabar en su propio estudio el nuevo disco titulado Conciencia, ya con la experiencia de haber grabado sus cuatro discos anteriores y de aprender mucho de ellos, este disco se venía con toda la tecnología suficiente para sacar el disco más profesional en cuanto a sonido. Estuvieron cuatro meses grabando y mezclando sin apurarse ni hacer cosas que no conformaran. Llevaron el disco a un estudio que se encarga especialmente en masterizaciones y quedaron muy conformes con la totalidad del nuevo disco.
El 2 de mayo de 2008 tocaban en vivo en Capital federal y decidieron sacar Conciencia ese mismo día mostrando su solidez de sonido, profesionalidad, agresividad e independencia que los caracteriza.

### El fin de las religiones(2008-2016)
Luego de una extensa gira por el país y países limítrofes presentando Conciencia, las cosas no andaban bien con Santiago. Se hicieron varias reuniones para tratar de mejorar las relaciones con la banda pero no se llegó a un acuerdo. Pablo, Alejandro y Maximiliano decidieron apartarlo de la banda por diferencias internas y personales.
Al poco tiempo la banda sale a presentarse en vivo con un amigo para cerrar las fechas que tenían pactadas. En un show en el barrio de Laferrere tocaron con Morthifera, una banda del oeste de Buenos Aires con la cual conocen a Lucas Bravo. Días después de esa fecha, Maximiliano llama a Lucas proponiéndole probarse en la banda. Necesitaban un guitarrista estable y tenían en puerta el nuevo álbum para grabar. Lucas aceptó la propuesta y en el segundo ensayo de la banda queda como nuevo guitarrista estable.
El 12 de diciembre de 2011 empiezan a grabar “El fin de las religiones”. En mayo de 2012 lanzan “El fin de las religiones” y lo presentan en varias provincias. 
Luego de una extensa gira por todo el territorio argentino presentando el último álbum, Alejandro ya no sentía lo mismo como para seguir en la banda, después de una gira por el norte argentino él decide dar un paso al costado por un problema de desgaste personal, Alejandro se fue en buenas condiciones y hasta el día de hoy siguen viéndose como amigos.
Lucas propone a Cristian Romero para que haga unas presentaciones en vivo que ya tenían pactadas desde la salida de Alejandro. Cristian acepta y salen a tocar con una formación más rejuvenecida y furiosa.
Al tiempo le proponen que sea el baterista estable de la banda y ahora están grabando el séptimo álbum de estudio llamado Neuromuerte para ser lanzado en agosto de 2016.

### Neurovivo CD Doble + DVD en VIVO en THE ROXY. Cambio de formación.(2018 - 2020)
En mayo de 2018 la banda realiza su último show en vivo hasta esa fecha en The Roxy Live, dando un recital increíble con todas las localidades agotadas. Filmando un DVD y grabando un CD doble en vivo. 
Luego de dicho evento realizan un parate y un cambio de formación en el que salen de la banda Lucas Bravo (Guitarra) y Cristian Romero (Batería).
En el año 2020 se edita Neurovivo (video y audio de ese último show) y ese mismo año ingresa como guitarrista a la banda Emiliano Pérez (ex - Criptofonia).

### MALICIA 2022(2022-actualidad)
En el 2022 entra como Baterista Martin Marques (Catacomb - Corrossive) y con esta formación la banda comienza a ensayar y a componer un nuevo disco.

## Miembros
- Maximiliano Escobar - Voz, guitarra (1996-presente).
- Pablo Maldonado - Bajo eléctrico (1999-presente).
- Emiliano Pérez - Guitarra (2020-presente).
- Martin Marques - Batería (2022-presente).

### Antiguos miembros
- Favio Guzmán - Batería (1996 - 2002).
- Diego Amoedo - Guitarra (1997 - 2004).
- Pedro Da Rosa - Batería (2002 - 2005).
- Santiago Kodela - Guitarra  (2006 - 2010).
- Alejandro Ulrich - Batería (2006 - 2012).
- Cristian Romero - Batería. (2013 - 2018)
- Lucas Bravo - Guitarra. (2011 - 2018).

## Discografía
- 1999: Malicia
- 2001: Mundo mitómano
- 2004: Agresivo
- 2007: Raíces
- 2008: Conciencia
- 2012: El fin de las religiones
- 2016: Neuromuerte
- 2020: Neurovivo (en vivo roxy live 2018)